# Sadcore
Le sadcore est un sous-genre, occasionnellement utilisé par les critiques musicaux pour décrire des chansons de rock alternatif, caractérisé par des paroles poignantes, des mélodies graves et un tempo plus lent. Le terme est un exemple d'utilisation du suffixe -core. Il n'est pas clairement défini et ne décrit aucun mouvement ou scène spécifique. Il est caractérisé par AllMusic comme « une musique de dépressifs pour les dépressifs. » Le sadcore est synonyme du terme slowcore, et les deux sont souvent utilisés comme des catégories musicales par les groupes qui s'en autoproclament.
LA Weekly considère Charlyn Marshall (alias Cat Power) comme la « reine du Sadcore ». En 2006, News Record utilise le terme pour décrire Arab Strap, et leur musique « qui ressemble beaucoup à leur Écosse natale : sombre, froide et déprimante » comme « agressive et sombre. » La chanson de Lana Del Rey intitulée Blue Jeans fait usage d'un rythme hip-hop minimaliste que MTV considère comme du « sadcore hollywoodien,,. » Nicole James, rédactrice de MTV, note que le néologisme est un buzzword tournant autour de la blogosphère musicale.